# Violet Makuto
Violet Makuto, född 20 maj 1993, är en kenyansk volleybollspelare (högerspiker). Hon spelar för Kenyas landslag samt för klubblaget Al Wasl SC i Förenade arabemiraten. 
Violet kommer från en volleybollfamilj, hennes storasystrar Asha och Everlyne har även de spelat med landslaget.
Hon har tidigare spelat för olika kenyanska klubbar. Med landslaget har hon deltagit i VM 2018 och 2022.